# 宮原武熊
宮原 武熊（みやはら たけくま、1874年（明治7年）12月13日 - 没年不明）は鹿児島県出身の医学者、眼科医で、日本統治時代の台湾における政治家。台湾台中市のスイーツ専門店「宮原眼科（日出宮原眼科）」の由来として知られている。

## 人物
鹿児島県川辺郡知覧村（現・南九州市）で出生。
- 1900年（明治33）、愛知医学校（現・名古屋大学）卒業[5]。
- 1901年（明治34）、東京帝国大学医科大学選科修了、地元知覧村に眼科医院開業[5]。
- 1904年（明治37）、ドイツ留学[5]。
- 1906年（明治39）、ルートヴィヒ・マクシミリアン大学ミュンヘン（ミュンヘン大学）で医学博士号（ドクトル・メディチーネ）[5]。
- 1907年（明治40）、ウィーン大学（オーストリア）とベルリン大学で眼科学専攻[5]。
- 1908年（明治41）、鹿児島市に眼科医院開業[5]。
- 1918年（大正7）、東京帝国大学伝染病研究所（現・東京大学医科学研究所）で眼科細菌学を研究（大正13年まで）[5]。
- 1923年（大正12）6月18日、帝国大学医学博士号取得[6]。同年東京市で眼科専門医院開業[5]。
- 1925年（大正14）、台湾総督府医院（中国語版）台南医院（現・衛生福利部台南医院（中国語版））で眼科部長[5]、院長に就任[7]。

同年退官し、東京で眼科開業。その後台湾に再渡航し、1927年（昭和2）に民間開業医として台中州台中市栄町に宮原眼科医院を開業。
1933年（昭和8）12月29日に陳炘および台湾文化協会や台湾民衆党を率いていた林献堂らとともに台湾人による台湾自治を目指す『東亜共栄協会』を設立し、一時は1万人超の会員数となったが、次第に日本の右翼団体の圧力で劣勢となり、1936年に解散に追い込まれている(pp321-322)。
その後台中州の評議員となる(p323)。
1945年1月から11月まで台中州私立台中商業専修学校（現・私立新民高級中学）2代目校長就任(p320)。
台湾から引き揚げる前の1946年に林献堂は、宮原が73歳と高齢であること、戦前の台湾社会への貢献してきたことから寛大な処置を請願する手紙を蔣介石に送っている。戦後日本での宮原は没年も含めて消息は不明となっている。

### 政治家
台中州協議会会員、台中州議会議員、台中州州参事などを歴任している。

### 受章
1925年：従六位

## 宮原別邸
1929年（昭和4）に市内新高町（現・北区雙十路一段）に建てられた宮原の邸宅。州立台中一中（現・台中市立台中第一高級中等学校）付近に位置するバロック建築の洋館で(p328)、戦後長らく台中市長の公邸として使われていたが、文化資産登録を経てレストラン併設の高齢者福祉施設として活用されている。

## 宮原眼科

### 宮原眼科医院
宮原は1927年に緑川に架かる新盛橋付近（現在の中山路と緑川東街交差点にある中山緑橋）角地の煉瓦建て洋館に眼科専門の宮原醫院を開業。1933年（昭和8）時点では収容人員100人、24の病室を構え、私立病院としては市内平均の46人の倍以上となる、
公立を含めても総督府台中医院でも146人だったことから、市内最大級の医療機関の一つともいえる(p319)。
宮原眼科は戦前の宮原眼科医院をリノベーションした飲食店の総称。
- 1945年に建物は中華民国政府が接収、台中市政府民政科衛生股（のちの台中市衛生院、現台中市政府衛生局（中国語版））が使用した[4](pp326-328)。
- 1956年、台中市政府は張瑞楨（女優張鈞甯の祖父）と土地を交換し、新庁舎への移転を決定した[4](pp326-328)。
- 1959年、衛生院は新庁舎に移転、建物は張に譲渡された[4](pp326-328)。
- 1999年9月21日、921大地震で被災[4](pp326-328)。
- 2008年、台風カルマエギによる市内の豪雨で再度被災[4](pp326-328)。

### 日出宮原眼科
2010年、市内の鳳梨酥（パイナップルケーキ）業者である『日出乳酪蛋糕（日出、リーチュー、Dawncake）』が建物を購入し、全面的にリノベーション。
騎楼と「宮原眼科」名称は維持し、ペイストリー（糕點）、飲料、アイスクリーム（冰淇淋）やチョコレート（巧克力）専門の物販、飲食店（2階の台湾料理レストラン『醉月樓沙龍』）、ティーサロンとして2012年1月9日オープン。店舗はデザインは地元の芸術家王水河（1925-2019）が担当し、ハリー・ポッターのホグワーツ魔法魔術学校を彷彿させる世界観を演出している。
主に国内でオンラインの口コミを解析する調査サイト『DailyView 網路温度計』で2015年の「都心部の夜景ランキング（中国語: 在城市的中心呼喊無敵夜景！2015十大熱門夜拍景點）」で3位、「食べないと後悔するアイスクリーム10選（中国語: 不吃後悔！網友嚴選十款必吃冰淇淋！」で9位にランクインしている。
|                                                                 |
| 修復前（2010年）の眼科跡。 衛生院の字はそのまま再利用されている |

## 関連書籍
- 宮原武熊的一天（文：蔡金鼎、発行：愛社享生活文化有限公司 ISBN 978-986-97022-0-1）

## 主要論文
- 宮原武熊「除蟲菊浸出液ノ二三「スピロヘータ」ニ及ボス實驗的研究 (第一囘報告):第一囘報告」『実験医学雑誌』 1923年 7巻 1号 p.1-31,doi:10.3412/jsb1917.7.1_1, 日本細菌学会
- 宮原武熊「過血糖動物眼球ノ對炎抵抗力減弱竝全眼球炎ノ成因ニ關スル實驗的研究」『実験医学雑誌』 1923年 7巻 10号 p.934-1012, doi:10.3412/jsb1917.7.10_934, 日本細菌学会
- 宮原武熊「過血糖動物眼球ノ對炎抵抗力減弱竝全眼球炎ノ成因ニ關スル實驗的研究」『実験医学雑誌』 1923年 7巻 11-12号 p.1119-1148_8, doi:10.3412/jsb1917.7.11-12_1119, 日本細菌学会

### 註釈
1. ↑  「たけお」表記の資料が出回っていることについては、VIAFなどの下記典拠管理で"Takeo Miyahara"と表記されているが、歴史学者の宮原武夫や『躍進泰國の全貌』などのタイ王国関連作家の「宮原武雄」（共に「みやはらたけお」）と一括で扱われていることや、中国語読みでも武雄と武熊は同音の「ウーション（拼音: Wǔxióng）」となるため在野の研究者でも混同されていると考えられる[3][4]。